# Rosinky
Rosinky jsou městská část Žiliny. Celé Rosinky jsou tvořeny individuální výstavbou rodinných domů.
Rosinky se nacházejí východně od sídliště Vlčince. Jižně od Rosinek je samostatná obec Rosina, která patřila k Žilině jen do roku 1990. Jihovýchodně se k Rosinkám připojuje městská část Trnové.
Na Rosinkách se velmi rychle buduje individuální bytová výstavba rodinných domů. Přes Rosinky jezdí MHD – autobus č. 24 na lince Strážov–Trnové.
Přes městskou část Rosinky protékají dva potoky. Jeden je Rosinka tekoucí z obce Rosina a druhý je menší potůček Trnovka tekoucí z městské části Trnové. V části Rosinky se tyto dva potoky slévají a při vodním díle Žilina ústí do Váhu jako potok Rosinka.
Po roce 2000 byla na Rosinkách vybudována kanalizace, která se postupně rozšiřuje do celého Trnového.